# Dainichi-ji
Dainichi-ji (大日寺?) es un templo budista de la secta Shingon en la localidad de Itano, prefectura de Tokushima, Japón. Se trata del 4º templo de peregrinación del Camino de Shikoku. La fundación del Dainichi-ji se atribuye a Kūkai, quien talló a Dainichi Nyorai, la imagen principal del templo.

## Historia

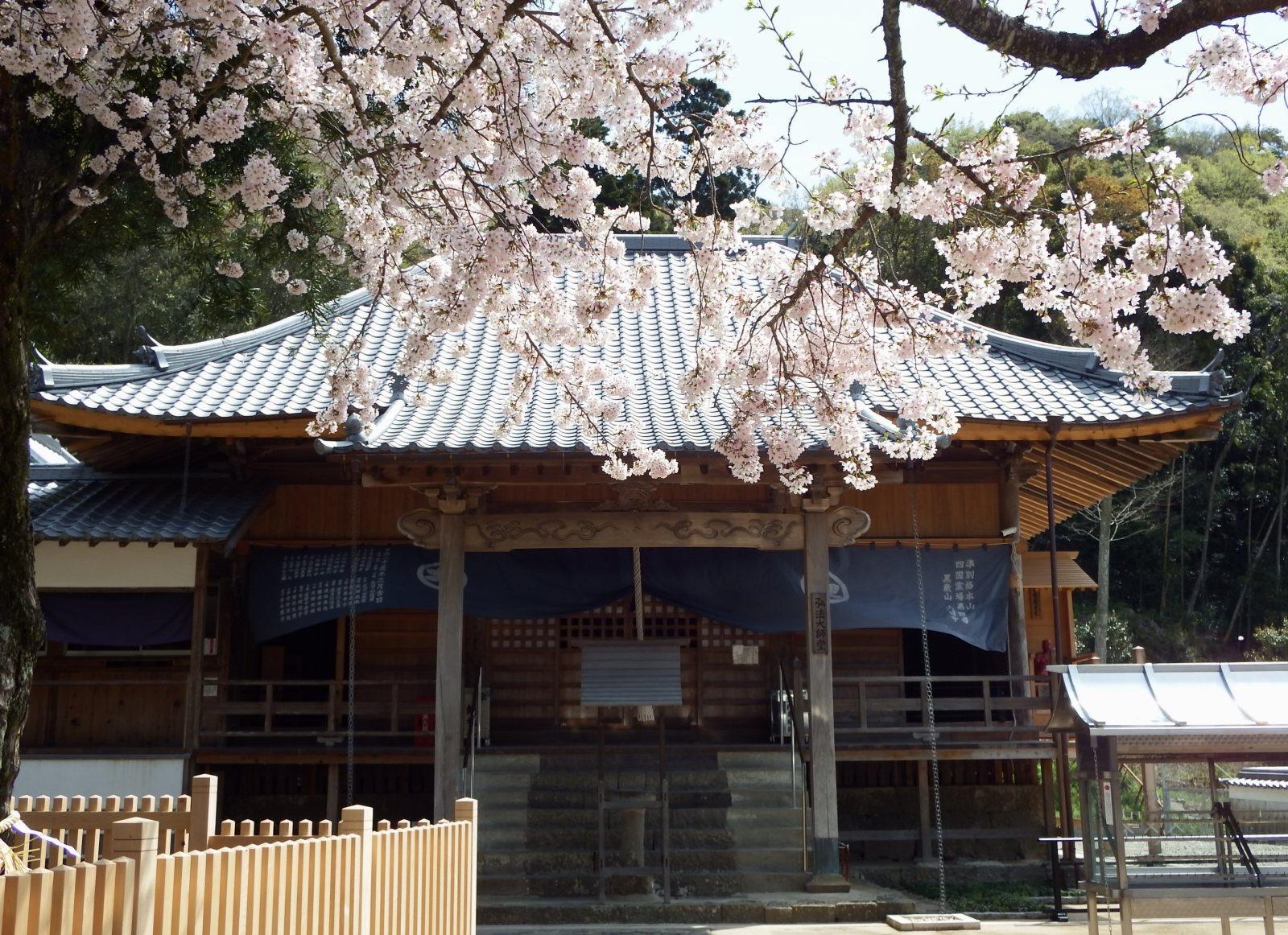
El Daishi-dō (salón Daishi) presenta un estilo típico de finales del período Edo.

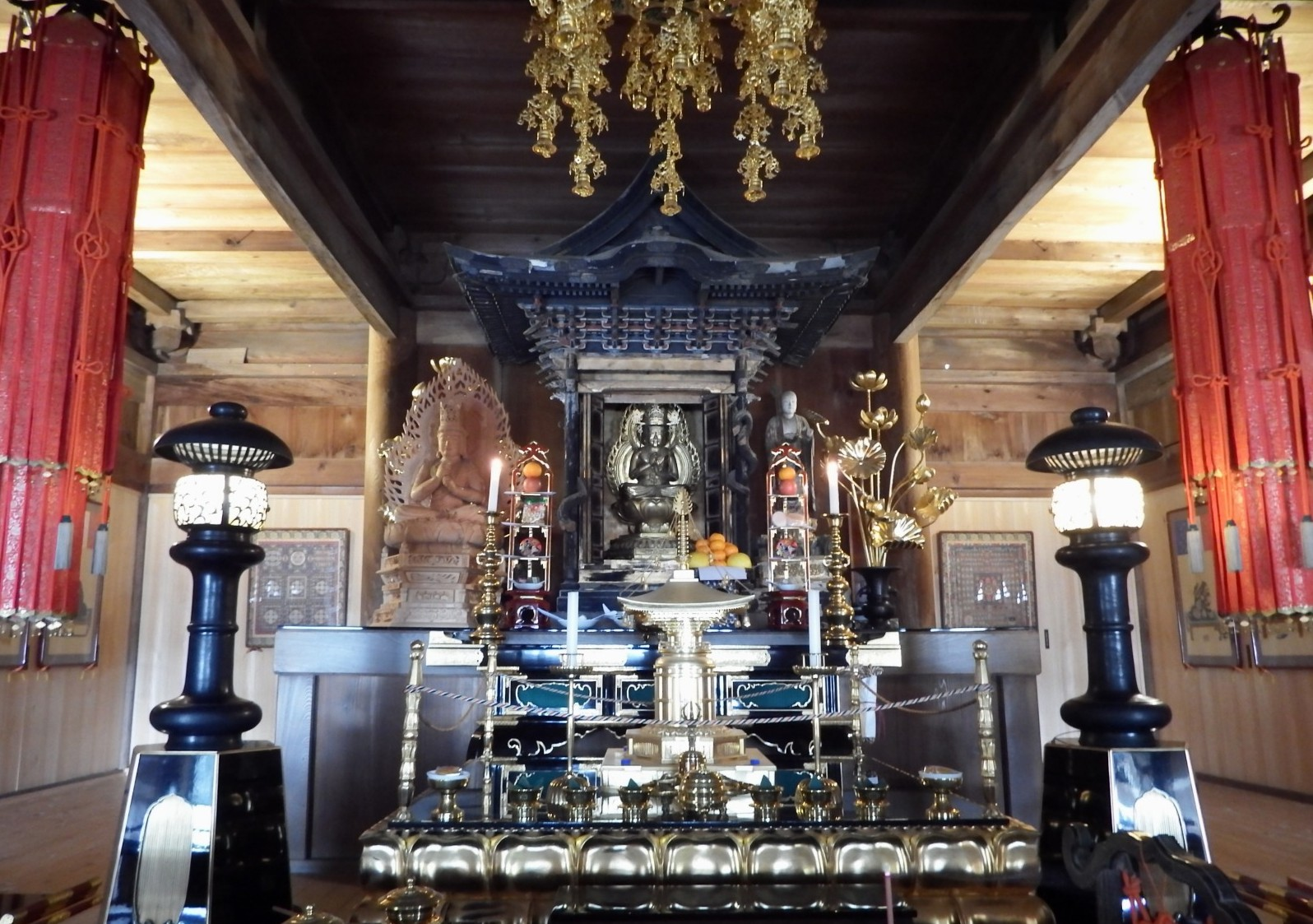
Interior del Salón principal del templo.

En el año 815 Kūkai fundó el templo tras sentir la presencia de Dainichi Nyorai, por lo que talló una estatua a su imagen y construyó el Dainichi-ji para albergarla. Tras repetidos daños sufridos, en el siglo XV el templo fue restaurado por un monje llamado Matsubōshi. La sala principal fue construida por Hachisuka Tadateru, el segundo señor del dominio de Tokushima en 1649, y fue restaurada durante la década de 1680. Los señores posteriores hicieron más reparaciones importantes hasta 1799. El Daishi-dō fue construido en 1863. En 2014, se restauraron y exhibieron las imágenes principales, y en 2018, se reconstruyó la puerta-campanario de dos pisos.

## Edificios principales
- Puerta de entrada.
- Santuario dedicado a Usa Hachiman.
- Yakushi-dō.
- Daishi-dō.
- Salón Principal.

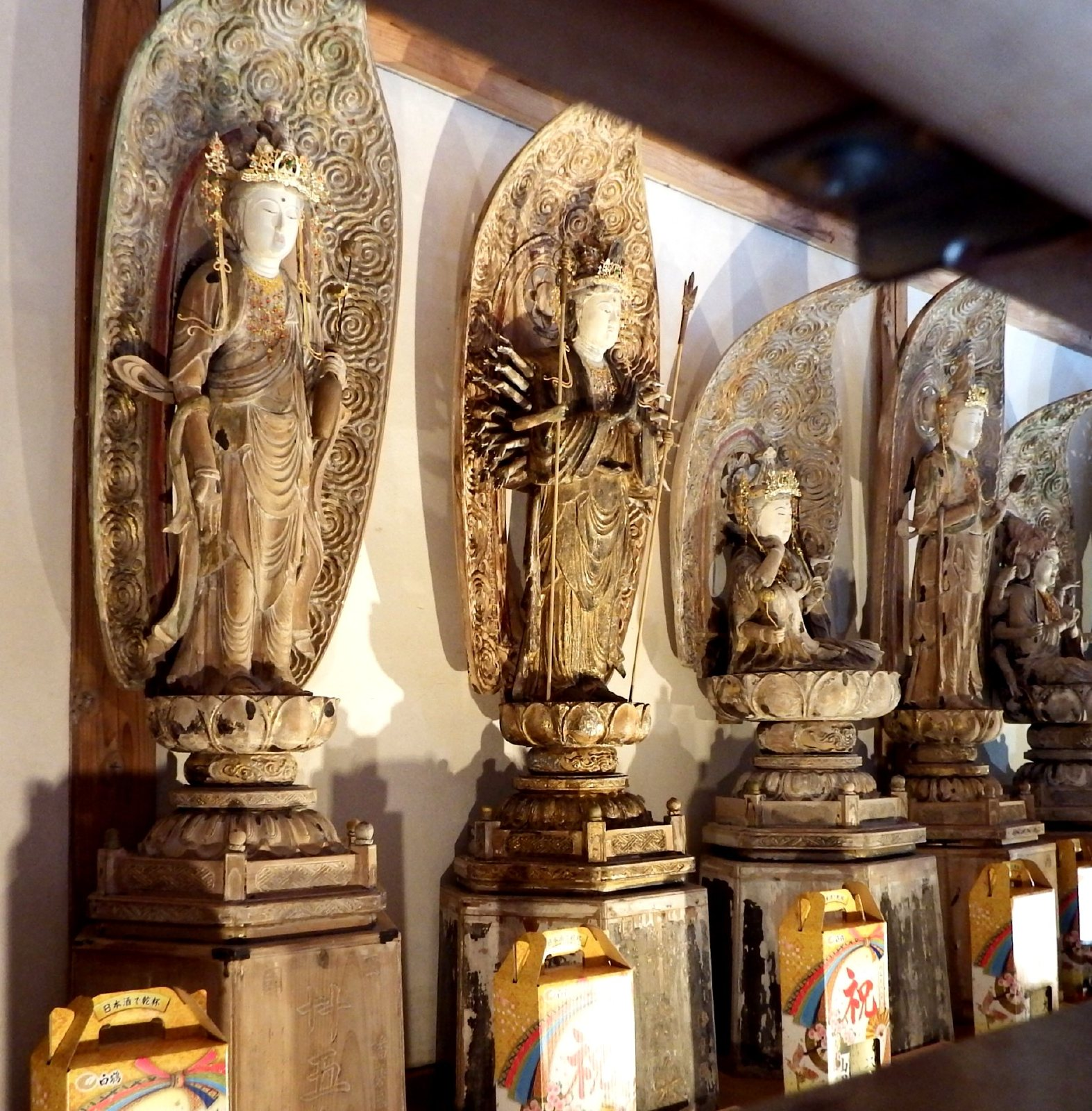
El corredor que une el Salón principal y el Daishi-dō.

Un pasillo conecta el Salón principal y el Daishi-dō. Benzai Tenjo, Shōmen Kongō y 33 estatuas de Kannon dedicadas por seguidores de Osaka a mediados del período Edo están consagradas en este corredor. Tras el pasillo se encuentra el Goma-dō, que no es visible.